# بيتو بيانكي
بيتو بيانكي (بالبرتغالية: Beto Bianchi‏) (6 نوفمبر 1966 في البرازيل - ) هو لاعب كرة قدم برازيلي في مركز الدفاع.

## وصلات خارجية
- بيتو بيانكي على موقع قاعدة بيانات كرة القدم.إي يو (الإنجليزية)